# Navasfrías (kommunhuvudort)
Navasfrías är en kommunhuvudort i Spanien.   Den ligger i provinsen Provincia de Salamanca och regionen Kastilien och Leon, i den västra delen av landet, 260 km väster om huvudstaden Madrid. Navasfrías ligger 905 meter över havet och antalet invånare är 623.
Terrängen runt Navasfrías är platt åt nordost, men åt sydväst är den kuperad. Runt Navasfrías är det glesbefolkat, med 12 invånare per kvadratkilometer. Närmaste större samhälle är Valverde del Fresno, 9,7 km sydväst om Navasfrías. 